# 9168 Sarov
9168 Sarov eller 1987 ST17 är en asteroid i huvudbältet som upptäcktes den 18 september 1987 av den ryska astronomen Ljudmila Tjernych vid Krims astrofysiska observatorium på Krim. Den är uppkallad efter den ryska staden Sarov.
Asteroiden har en diameter på ungefär 6 kilometer.